# Five (zespół muzyczny)
Five (stylizowane na 5ive) – brytyjski boysband założony w 1997 w Londynie przez tę samą ekipę, która założyła Spice Girls. Członkami grupy byli: Scott Robinson, Ritchie Neville, Jason „J” Brown, Richard „Abs” Breen i Sean Conlon. Grupa sprzedała 20 milionów egzemplarzy swoich albumów. 11 singli i 4 albumy znalazły się w pierwszej dziesiątce brytyjskiej listy przebojów. Zespół odniósł sukces nie tylko w Wielkiej Brytanii, ale także w Rosji, Brazylii, Izraelu i Australii. Grupa rozwiązała się 27 września 2001, 27 września 2006 podjęła próbę reaktywacji (bez Seana Conlona). Po 7 miesiącach, 20 maja 2007 zespół ogłosił jednak na swojej stronie Internetowej, że kończy swoją działalność.

## Dyskografia
- 1998 5ive
- 2000 Invincible
- 2001 Kingsize
- 2001 Greatest Hits
- 2022 Time